# Lucio Gutiérrez
Lucio Edwin Gutiérrez Borbúa (Quito, 23 maart 1957) is een Ecuadoraanse militair en politicus. Hij was van 15 januari 2003 tot 20 april 2005 president van Ecuador.

## Voor zijn presidentschap
Lucio Gutiérrez maakte carrière in het leger waar hij opklom tot de rang van kolonel. Als kolonel van het leger raakte hij in 2000 betrokken bij een staatsgreep. Als legerleider sloot hij zich aan bij massale protesten van de Indiaanse bevolking tegen de zittende president Jamil Mahuad, die moest vluchten voor de protesten. Samen met Antonio Vargas, leider van de Indianenbeweging CONAIE, en Carlos Solórzano, een ex-lid van het hooggerechtshof, vormde Gutiérrez een driemans junta die de macht overnam. De junta moest door Amerikaanse druk en interne verdeeldheid de macht echter een dag later weer inleveren en voormalig vicepresident Gustavo Noboa werd aangesteld als nieuwe president. Gutiérrez werd veroordeeld tot zes maanden gevangenschap en begon direct na zijn vrijlating met een campagne om ditmaal op een legale manier het presidentschap te verwerven.

## Presidentschap
Gutiérrez was bij de verkiezingen in 2002 kandidaat voor de beweging Sociedad Patriótica - 21 de Enero (PSP) en werd op 22 november 2002 in de tweede ronde gekozen tot president van Ecuador.
Hij sloot een coalitie met de linkse partijen Pachakutik en de MPD om een regering te vormen, maar al na drie maanden stapten deze partijen uit de regering en ging de PSP verder met de meer rechtse Partido Social Cristiano (PSC). Twee jaar later brak Gutiérrez ook weer met de PSC waarmee zijn regering een steeds zwakkere positie kreeg.
In december 2004 liet Gutiérrez een aantal rechters van het hooggerechtshof vervangen door rechters die hem beter gezind waren. Deze actie zorgde er onder andere voor dat de aanklacht van corruptie tegen de voormalige president Abdalá Bucaram verviel en hij terug kon keren naar Ecuador. Deze acties kwamen Gutiérrez op grote kritiek te staan en de protesten tegen zijn beleid groeiden.
Op 15 april 2005 riep Gutiérrez, na groeiende protesten, de noodtoestand uit. Het leger weigerde echter mee te werken en de volgende dag werd de noodtoestand weer opgeheven. Op 20 april werd door het parlement in een speciale door de oppositie belegde bijeenkomst besloten om Gutiérrez uit zijn ambt te zetten en vicepresident Alfredo Palacio aan te stellen als zijn opvolger. Gutiérrez zelf moest per helikopter vluchten uit het presidentieel paleis en zocht zijn toevlucht in de Braziliaanse ambassade.

## Na zijn presidentschap
Gutiérrez kreeg asiel aangeboden in Brazilië, waar hij op 24 april 2005 aankwam. Vervolgens reisde hij via Peru en de Verenigde Staten naar Colombia. Op 15 oktober besloot hij terug te keren naar Ecuador, maar meteen bij aankomst werd hij opgepakt. Hij werd op 3 maart 2006 weer vrijgelaten, maar mocht niet meedoen aan de presidentsverkiezingen later dat jaar. Zijn broer, Gilmar Gutiérrez, deed wel mee en behaalde 17 procent van de stemmen. Op 17 februari 2013 stond Lucio zelf weer kandidaat tegenover de zittende president Rafael Correa. Hij behaalde slechts 6 % van de stemmen.